# Sofija Gubajdulina
Sofija Asgatowna Gubajdulina (ros. Софи́я Асгáтовна Губaйду́лина; ur. 24 października 1931 w Czistopolu, zm. 13 marca 2025 w Appen) – rosyjska kompozytorka pochodzenia tatarskiego  .

## Życiorys

### Pochodzenie
Urodziła się w Czistopolu, w Tatarskiej ASRR, w rodzinie o złożonym pochodzeniu etnicznym, mającej związki z tradycją judaistyczną, prawosławną, katolicką i muzułmańską (jej dziadek był mułłą). Wychowała się w Kazaniu, tyglu kulturowym o wielowiekowej tradycji muzycznej. Wszystko to miało wpływ na późniejszy aspekt mistyczny charakteru jej muzyki .

### Wykształcenie
Studiowała w konserwatorium w Kazaniu u Grigorija Kogana (fortepian) i u Alberta Lemana (kompozycja), uzyskując dyplom w 1954. Następnie w latach 1954–1959 kontynuowała studia w Konserwatorium Moskiewskim pod kierunkiem Nikołaja Piejki, a w 1963 ukończyła aspiranturę u Wissariona Szebalina  . Mimo że jej dyplomowa kompozycja została uznana za nieodpowiednią z powodu jej alternatywnego brzmienia, uzyskała wsparcie od Dmitrija Szostakowicza, który oceniając jej końcowy egzamin zachęcił ją do kontynuowania tej „błędnej drogi”.

## Kariera
Od ukończenia studiów była w zasadzie kompozytorem niezależnym, choć przez rok (1969–1970) pracowała w moskiewskim eksperymentalnym studiu muzyki elektronicznej. W 1975 wraz z Wiaczesławem Artiomowem i Wiktorem Suslinem założyła w 1975 zespół Astrea, który specjalizował się w improwizacji na rzadkich instrumentach ludowych – rosyjskich, kaukaskich i środkowoazjatyckich .
W listopadzie 1979 decyzją VI Zjazdu Związku Kompozytorów ZSRR została wpisana na czarną listę jako jedna z Siódemki Chriennikowa za
włączenie jej kompozycji do programów festiwali muzycznych w Kolonii i Wenecji bez zgody kierownictwa Związku. Tym samym została pozbawiona możliwości publikacji i występów publicznych. Ton potępienia nawiązał do I Zjazdu w 1948, podczas którego represjonowani byli m.in. Siergiej Prokofjew, Dmitrij Szostakowicz i Nikołaj Miaskowski.

### Renoma w Stanach Zjednoczonych
W 1987 po raz pierwszy odwiedziła Stany Zjednoczone jako gość Sound Celebration w Louisville. Potem wielokrotnie powracała zapraszana przez amerykańskie festiwale muzyki poważnej jako ich wyróżniony kompozytor, m.in. Boston „Making Music Together” (1988), Vancouver „New Music” (1991), Tanglewood (1997), Marlboro (2016).
Muzyka Gubajduliny była entuzjastycznie przyjmowana w USA, zarówno przez publiczność, jak i krytykę, była również bardzo atrakcyjna dla wykonawców. Wielu wiodących artystów i zespołów wykonywało jej utwory, m.in. Kronos Quartet, Arditti Quartet, skrzypek Gidon Kremer, fagocista Walerij Popow, wiolonczelista Mstisław Rostropowicz, dyrygenci Giennadij Rożdiestwienski i Simon Rattle .
Wiele czołowych amerykańskich orkiestr, zespołów i solistów zamawiało u niej kompozycje, a następnie dawało im amerykańskie prawykonania. Na przykład Pro et Contra wykonane przez Louisville Orchestra (1989), Kwartet smyczkowy nr 4 w nowojorskim prawykonaniu przez Kronos Quartet (1994), Dancer on a Tightrope na skrzypce i fortepian, zagrany w Waszyngtonie przez Roberta Manna i Ursulę Oppens (1994), Koncert na altówkę napisany dla Jurija Baszmieta i wykonany przez niego z Chicagowską Orkiestrą Symfoniczną pod dyrekcją Kenta Nagano (1997), Two Paths na 2 altówki solo i orkiestrę w wykonaniu Filharmonii Nowojorskiej pod dyrekcją Kurta Masura oraz Light of the End wykonane przez Bostońską Orkiestrę Symfoniczną, kierowaną również przez Masura.
Wśród dużej liczby nagród, wyróżnień i zaszczytów, na szczególną uwagę zasługuje Koussevitzky Music Foundation Commission award – prestiżowa nagroda będąca równocześnie zamówieniem Fundacji na skomponowanie utworu, która została przyznana Gubajdulinie w 2010. Wśród laureatów tej nagrody byli tacy wybitni kompozytorzy, jak Igor Strawinski, Béla Bartók, Benjamin Britten, Aaron Copland, John Cage i John Adams.

## Twórczość
Należała do najbardziej wyróżniających się kompozytorów rosyjskich jej pokolenia . W swoich kompozycjach wykorzystywała bardzo zróżnicowanie środki skonstruowane na całkiem odmiennych zasadach, celowo je ze sobą kontrastując, na przykład zagęszczoną chromatykę zestawiając z czystą diatoniką, minimalistyczne ostinata z pochodami klastrów. Dzięki takim zabiegom osiągnęła indywidualnie traktowaną dramaturgię swoich dzieł  .
Gubajdulina była jedynym rosyjskim kompozytorem po Aleksandrze Skriabinie, eksperymentującym ze światłem i kolorem wprowadzonym do partytury muzycznej. W Alleluja (1990) opracowała nowy system relacji między kolorem a muzyką, różniący się od systemu stosowanego przez Skriabina. W Prometeuszu Skriabina kolory są przedmiotem trwałej zmiany, ponieważ każda nuta współdziała z określonym kolorem. W Alleluja Gubajduliny każdy wprowadzony kolor jest trwały i zmienia jedynie swoją intensywność, zgodnie z dynamiką utworu (crescendo, diminuendo). Gwałtowna zmiana koloru – jako potężny środek wyrazu – jest wykorzystywana tylko raz, w części 6. w scenie Apokalipsy. W systemie Gubajduliny kolory odgrywają ważną konstruktywną rolę, organizującą formę muzyczną. Wprowadzając każdy kolor w proporcjach określonych procentowo, Gubajdulina ekstrapolowała te proporcje w muzyce .
Swoim utworom instrumentalnym nadawała symboliczne tytuły, jak na przykład w skomponowanym dla Gidona Kremera koncercie skrzypcowym Offertorium (1980), w którym jako cytat wprowadza temat z Musikalisches Opfer Bacha w rozbitej punktualistycznie instrumentacji  . W jej muzyce wyczuwalne są intensywne wpływy mistycznych tradycji religijnych, w szczególności prawosławia. Razem z Henrykiem Mikołajem Góreckim, Arvo Pärtem i Johnem Tavenerem zalicza się ją do nurtu „nowej muzyki religijnej” .

## Odznaczenia
- 1990 – Zasłużony Działacz Sztuk RFSRR
- 1992 – Państwowa Nagroda Federacji Rosyjskiej
- 1999 – Order Pour le Mérite (Niemcy)[15]
- 2002 – Krzyż Wielki Orderu Zasługi Republiki Federalnej Niemiec
- 2010 – Order Przyjaźni (Rosja)[16]
- 2022 – Order „Za zasługi w kulturze i sztuce” (Rosja)[17]

## Nagrody i wyróżnienia
- 1987 – Prix de Monaco
- 1989 – Międzynarodowa Nagroda Fonograficzna im. Kusewickiego (Koussevitzky International Recording Award – KIRA), za Offertorium
- 1991 – Premio Franco Abbiato (Włochy), za III Kwartet smyczkowy (1987)
- 1991 – Heidelberger Künstlerinnenpreis (Niemcy)
- 1989 – Międzynarodowa Nagroda Fonograficzna im. Kusewickiego (KIRA), za symfonię Stimmen...verstummen...
- 1995 – Nagrodę Miasta Brunszwik im. Ludwiga Spohra (Ludwig-Spohr-Preis)
- 1997 – Kulturpreis des Kreises Pinneberg (Niemcy)
- 1998 – Praemium Imperiale (Japonia)
- 1999 – Nagroda Fundacji Muzycznej Léonie Sonning (Kopenhaga)
- 1999 – Preis der Stiftung Bibel und Kultur (Niemcy)
- 2001 – Medal Goethego(inne języki) (Goethe-Medaille) (Weimar)
- 2002 – Polar Music Prize (Sztokholm)
- 2005 – honorowe członkostwo w Amerykańskiej Akademii Sztuki i Literatury
- 2005 – Europäischen Kulturpreis
- 2007 – Triumph Prize (Rosja)
- 2007 – Bachpreis der Freien und Hansestadt Hamburg
- 2007 – „The Compatriot of the Year 2007” (Moskwa)
- 2009 – doctor honoris causa Uniwersytetu Yale
- 2010 – Koussevitzky Music Foundation commission award
- 2011 – honorowy tytuł „Doctor of Humane Letters” Uniwersytetu Chicagowskiego
- 2013 – Złote Lwy – Biennale w Wenecji, za całokształt pracy twórczej
- 2016 – Premios Fundación BBVA Fronteras del Conocimiento (Hiszpania)
- 2017 – tytuł Honorary Doctor of Music w New England Conservatory of Music (Boston)

## Kompozycje
(na podstawie materiałów źródłowych )
|  | - Stimmen... Verstummen... symfonia dwunastoczęściowa (1986) - The Unasked Answer (Antwort ohne Frage) kolaż na 3 orkiestry (1989) - Stufen na orkiestrę (1992) - Figures of Time (Фигуры времени) na wielką orkiestrę (1994) - The Rider on the White Horse na wielką orkiestrę i organy (2002) - The Light of the End (Свет конца) na wielką orkiestrę (2003) - Feast During a Plague na wielką orkiestrę (2006) - Koncert skrzypcowy (1972) - Koncert na fagot i niskie instrumenty smyczkowe (1975) - Koncert na orkiestrę symfoniczną i jazzową (1976) - Introitus koncert na fortepian i orkiestrę kameralną (1978) - Offertorium (Жертвоприношение) koncert na skrzypce i orkiestrę (1980) - And: The Feast is in Full Procession (И: Празднество в разгаре) na wiolonczelę i orkiestrę (1993) - Muzyka na flet, instrumenty smyczkowe i perkusję (1994) - Impromptu na 2 flety, skrzypce i instrumenty smyczkowe (1996) - Koncert na altówkę i orkiestrę (1996) - Two Paths: A Dedication to Mary and Martha na dwie altówki solo i orkiestrę (1998) - Im Schatten des Baumes (В тени под деревом) na koto, koto basowe, zheng i orkiestrę (1998) - Under the Sign of Scorpio wariacje na temat sześciu heksachordów, na bajan i wielką orkiestrę (2003) - ...The Deceitful Face of Hope and Despair na flet i orkiestrę (2005) - In Tempus Praesens koncert na skrzypce i orkiestrę (2007) - Glorious Percussion koncert na perkusję i orkiestrę (2008) - Fachwerk, koncert na bajan, perkusję i instrumenty smyczkowe (2009) - Koncert na skrzypce, wiolonczelę i bajan (2017) - Facelia, cykl piwśni na sopran i orkiestrę, do poezji Priszwina (1956) - Noc w Memphis, kantata na mezzosopran, orkiestrę i męski chór na taśmie (1968) - Rubaijat, kantata na baryton i zespół kameralny (1969) - Hour of the Soul na mezzosopran/ kontralt i wielką orkiestrę dętą, do poezji Cwietajewej (1974) - Perception na sopran, baryton i 7 instrumentów smyczkowych (1981) - Hommage à Marina cwietajewa na chór a cappella (1984) - Hommage à T.S. Eliot na sopran i oktet (1987) - Jauchzt vor Gott na chór mieszany i organy (1989) - Alleluja na chór mieszany, sopran chłopięcy, organy i wielką orkiestrę (1990) - Aus dem Stundenbuch na wiolonczelę, orkiestrę, chór męski i recytatorkę, do wierszy Rilkego (1991) - Lauda na alt, tenor, baryton, recytatora, chór mieszany i wielką orkiestrę (1991) - Jetzt immer Schnee (Теперь всегда снега) na chór i zespół kameralny, do wierszy Ajgiego (1993) - Galgenlieder à 3 15 utworów na mezzosopran, perkusję i kontrabas, do wierszy Morgensterna (1996) - Galgenlieder à 5 14 utworów na mezzosopran, flet, perkusję, bajan i kontrabas, do wierszy Morgensterna (1996) - Pasja wg św. Jana na sopran, tenor, baryton, bas, dwa chóry mieszane, organy i wielką orkiestrę (2001) | - Kwintet na fortepian, 2 skrzypiec, altówkę i wiolonczelę (1957) - Chaconne na fortepian (1963) - Sonata na fortepian (1965) - Pantomime na kontrabas i fortepian (1966) - Musical Toys 14 utworów fortepianowych dla dzieci (1969) - Vivente – Non Vivente na instrumenty elektroniczne (1970) - Concordanza na zespół kameralny (1971) - Kwartet smyczkowy nr 1 (1971) - 10 preludiów na wiolonczelę solo (1974) - Rumore e silenzio na perkusję i klawesyn (1974) - Invention na fortepian (1974) - Sonata na kontrabas i fortepian (1975) - Hell und Dunkel na organy (1976) - Two Ballads na 2 trąbki i fortepian (1976) - Trio na 3 trąbki (1976) - Lied ohne Worte na trąbkę i fortepian (1977) - Podwójna sonata na 2 fagoty (1977) - Lamento na tubę i fortepian (1977) - Misterioso na 7 instrumentów perkusyjnych (1977) - "De Profundis" na akordeon solo (1978) (informacja dodana na wikipedię przez Olka Miśkiewicza) - In Croce na wiolonczelę i organy (1979), na bajan i wiolonczelę (1991) - Jubilatio na 4 instrumenty perkusyjne (1979) - Garten von Freuden und Traurigkeiten na flet, altówkę, harfę i narratora (1980) - Descensio na 3 puzony, 3 instrumenty perkusyjne, harfę i fortepian (1981) - Rejoice, sonata skrzypce i wiolonczelę (1981) - Sieben Worte na wiolonczelę, bajan i instrumenty smyczkowe (1982) - Quasi hoquetus na altówkę, fagot i fortepian (1984) - Kwartet smyczkowy nr 2 (1987) - Kwartet smyczkowy nr 3 (1987) - Trio smyczkowe (1988) - Gerade und ungerade (Чет и нечет) na 7 instrumentów perkusyjnych, w tym cymbały (1991) - Silenzio na bajan, skrzypce i wiolonczelę (1991) - Tartarische Tanz na bajan i 2 kontrabasy (1992) - Рано утром перед пробуждением na trzy 17-strunowe i cztery 13-strunowe japońskie koto (1993) - Allegro Rustico: Klänge des Waldes na flet i fortepian (1963) - Kwartet smyczkowy nr 4 - In Erwartung (В ожидании) na kwartet saksofonowy i 6 instrumentów perkusyjnych (1994) - Quaternion na kwartet wiolonczelowy (1996) - Ritorno perpetuo na klawesyn (1997) - Risonanza na 3 trąbki, 4 pusony, orgsny i 6 instrumentów smyczkowych (2001) - Reflections on the theme B-A-C-H na kwartet smyczkowy (2002) - Mirage: The Dancing Sun na 8 wiolonczeli (2002) - The Lyre of Orpheus na skrzypce, perkusję i instrumenty smyczkowe (2006) - Ravvedimento na wiolonczelę i kwartet gitarowy (2007) - Sotto voce na skrzypce, kontrabas i 2 gitary (2010/2013) - Labyrinth na 12 wiolonczeli (2011) - So sei es na skrzypce, kontrabas, fortepian i perkusję (2013) |

## Muzyka filmowa
|  | - 2013 – Mary Queen of Scots - 2012 – Landscape with Sand & Box (krótkometrażowy) - 2011 – Wioska z kartonu - 1999 – Seltsame Führung (TV) - 1998 – The Wondrous (dokument krótkometrażowy) - 1994 – Riadom - 1990 – Licznoje dieło Anny Achmatowoj (dokumentalny) - 1988 – Bałkon - 1988 – Smiercz - 1988 – Koszka, kotoraja gulała sama po siebie | - 1987 – Sonata Kreutzerowska - 1984 – Straszydło - 1981 – Wielikij samojed - 1981 – Riszad – wnuk Zify - 1979 – Wozwraszczenije czuwstw - 1975 – Czełowiek i jego ptica (krótkometrażowy) - 1975 – Klad - 1974 – Kobieta z lancetem - 1973 – Maugli (Księga dżungli) - 1971 – Maugli. Wozwraszczenije k ludiam (krótkometrażowy) | - 1970 – Biełyj wzryw - 1970 – Maugli. Bitwa (krótkometrażowy) - 1969 – Maugli. Posledniaja ochota Akieły (krótkometrażowy) - 1968 – Dień angieła - 1968 – Maugli. Pochiszczenije (krótkometrażowy) - 1967 – Pion - 1967 – Kuzniec-kołdun (krótkometrażowy) - 1967 – Maugli. Raksza (krótkometrażowy) - 1964 – Chotitie – wier´tie, chotitie – niet... |